# GWSN
GWSN (hangul: 공원소녀, RR: Gongwong Sonyeo, Girls in the Park), är en sydkoreansk tjejgrupp bildad 2018 av Miles Entertainment, dotterföretag till Kiwi Media Group.
Gruppen består av de sju medlemmarna Miya, Seokyoung, Seoryoung, Minju, Anne, Soso och Lena. De gjorde sin debut den 5 september 2018 med singeln Puzzle Moon.

## Namn
GWSN har tre betydelser. Den första betydelsen är att det är en förkortning på det koreanska namnet, Gongwong Sonyeo, vilket översätts till Parkflicka. En park är en plats där alla kan njuta, vila och drömma, och gruppen strävar efter att skapa musik som alla kan njuta av. Andra betydelsen är en engelsk förkortning, "Ground, West, South, North" (lit. Mark, Väst, Syd, Nord), som betyder att de vill sprida sitt namn och musik med en global publik åt alla riktningarna. Den sista betydelsen är numerisk. Gongwong i nummer på koreanska respektive engelska är "0" (gong/young) och "1" (one). När alla sju tjejer samlas blir de för evigt (youngwon) en.

## Historia

### Gruppens grundande
Den 14 juni 2018 släppte Kiwi Pop, dotterbolag till Kiwi Media Group, en bild som signalerade att de skulle lansera sin första tjejgrupp och öppnade konton på sociala medier ett fåtal dagar därefter. Kort efteråt blev medlemmarna klargjorda genom korta videos och en porträttbild.
För att gruppen skulle få popularitet inför sin debut organiserade de flera evenemang i Seoul där de gjorde danscovers på bland annat Seventeen, Red Velvet, Twice, Black Pink, BTS och Wanna One. Flera av deras covers laddades upp på Youtube där de fick utökad popularitet.
Den 9 juli 2018 blev det klart att Mnet skulle lansera en realityshow med gruppen som fick namnet Got Ya! GWSN.
Innan deras debut annonserade GWSN deras deltagande i Dallas Korean Festival, där de uppträdde den 10 november 2018.

### Debut - Nutid
Gruppen gjorde debut med singeln Puzzle Moon den 5 september 2018 samt släppte sin EP The Park in the Night: Part One. På den 13 mars 2019 släpptes det andra EP:et The Park in the Night: Part Two, och den 23 juli samma år släpptes The Park in the Night: Part Three som avslutade trilogin.
Den 17 januari 2020 meddelade skivbolaget att Soso inte skulle delta i framtida aktiviteter ett tag på grund av ångest och ett brutet fotledsband.  GWSN släppte sitt fjärde EP The Keys på den 28 april 2020 utan Soso's deltagande.

## Medlemmar
| Artistnamn   | Artistnamn | Födelsenamn     | Födelsenamn        | Födelsedatum    |
| Romanisering | Hangul     | Romanisering    | Hangul/Kanji/Hanja | Födelsedatum    |
| ------------ | ---------- | --------------- | ------------------ | --------------- |
| Miya         | 미야       | Miyauchi Haruka | 宮内はるか         | 26 maj 1993     |
| Seokyoung    | 서경       | Kim Seokyoung   | 김서경             | 16 april 1999   |
| Seoryoung    | 서령       | Lee Seoryoung   | 이서령             | 25 januari 2000 |
| Anne         | 앤         | Lee Seoyoung    | 이서영             | 17 oktober 2000 |
| Minju        | 민주       | Kang Minju      | 강민주             | 11 mars 2001    |
| Soso         | 소소       | Wang Chingyi    | 王靖儀             | 14 mars 2001    |
| Lena         | 레나       | Kang Lena       | 강레나             | 17 april 2002   |

## Diskografi

### EP
| Titel                            | Album detaljer                                                 | Topplacering | Sålt        |
| Titel                            | Album detaljer                                                 | KOR          | Sålt        |
| -------------------------------- | -------------------------------------------------------------- | ------------ | ----------- |
| The Park in the Night part one   | Släppt: 5 september 2018 Skivbolag: Kiwi Pop, Kiwi Media Group | 12           | KOR: 9,301+ |
| The Park in the Night part two   | Släppt: 13 mars 2019 Skivbolag: Kiwi Pop, Kiwi Media Group     | 11           | KOR: 7,703+ |
| The Park in the Night part three | Släppt: 23 juli 2019 Skivbolag: Kwii Pop, Kiwi Media Group     | 13           | KOR: 6,373+ |
| The Keys                         | Släppt: 28 april 2020 Skivbolag: Miles Entertainment           | 6            | KOR: 6,879+ |

## Priser och nomineringar

### Mnet Asian Music Awards
| År   | Kategori                   | Mottagare | Resultat  |
| ---- | -------------------------- | --------- | --------- |
| 2018 | Bästa Nya Kvinnliga Artist | GWSN      | Nominerad |
| 2018 | Årets Artist               | GWSN      | Nominerad |

### Seoul Success Award
| År   | Kategori         | Mottagare | Resultat |
| ---- | ---------------- | --------- | -------- |
| 2018 | New Artist Award | GWSN      | Vann     |

### Soribada Best K-Music Awards
| År   | Kategori          | Mottagare | Resultat |
| ---- | ----------------- | --------- | -------- |
| 2020 | Rising Star Award | GWSN      | Vann     |